# Música cebolla
La música cebolla o canción cebolla es un género musical principalmente en español, y con ciertas influencias de la balada originado en Chile a mediados de los años 1960 El término «cebolla» alude al ser melancólica, nostalgica y llorosa. Considerados como Jorge Farías, Lucho Barrios, Lorenzo Valderrama, Ramón Aguilera, Luis Alberto Martínez, Lucho Gatica y Rosamel Araya precursores del género.

## Historia
En la década de 1960 el impacto en Chile de nuevos ritmos como el rock and roll o el twist distanció los gustos musicales de las clases sociales, a tal punto que ritmos de antaño como el bolero o la música folclórica fueron considerados como género marginal para la época.

La investigación del periodista y comunicador Pablo Gacitúa López descubrió que el término cebolla lo acuñó el locutor Ricardo García en reemplazo de Raúl Matas en una entrevista del programa Discomania de 1968 citando: 
«"En nuestro programa no difundimos música cebollenta". Así era no más. Gustaba, pero asustaba.»

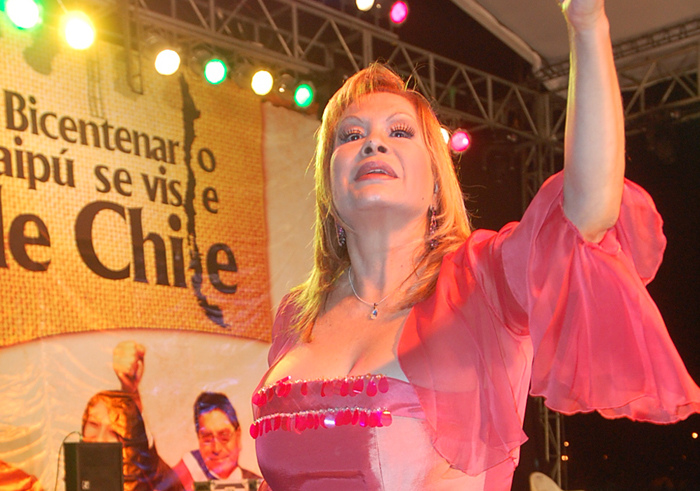
Palmenia Pizarro una de las máxima exponentes del género entre 70's a 80's.

Algunos boleristas de la época, la música cebolla lo consideraban como un peyorativo a la música romántica; como es en el caso de Fernando Bustamante líder de Los Golpes que declara: 
«El término cebollero, en el fondo ofenden a todo el medio, no solo a nosotros . Porque si nosotros actuamos o cantamos en forma cebollera, es por que estamos ofreciéndole a todo un publico cebollero. 
Arjona, Sandro, Julio Iglesias... ¿No son iguales que nosotros? El único cambio es la forma de interpretar la misma letra, los contenidos. ¿Por qué no nosotros nómas somos cebolleros?»
No obstante, el género tuvo impacto y éxito en el medio con el surgimiento de grupos como Los Galos o Los Ángeles Negros, quienes rescataron la balada y la repopularizaron a nivel nacional, y más tarde pudieron exportarla a otros países, como México o Perú.

## Pop cebolla
El género pop cebolla es una consecuencia de la comerciabilidad del mismo, tales artistas como Zalo Reyes y Palmenia Pizarro fueron los que más identidad causaron al género en la década de los 80, que a finales de los 90 y el 2000 influenciaran a músicos como Mon Laferte y Los Vásquez, que actualmente son importantes representantes de la balada. Y artistas como Andrés de León y Douglas pese a interpretar pop cebolla, son más influenciados por el lado de la balada romántica.